# Lianzhou
Lianzhou is een stadsarrondissement in de provincie Guangdong van China. Lianzhou ligt in de prefectuur Qingyuan. Lianzhou heeft ruim 500.000 inwoners en is tevens een arrondissement. 